# San Francisco South of Market Leather History Alley

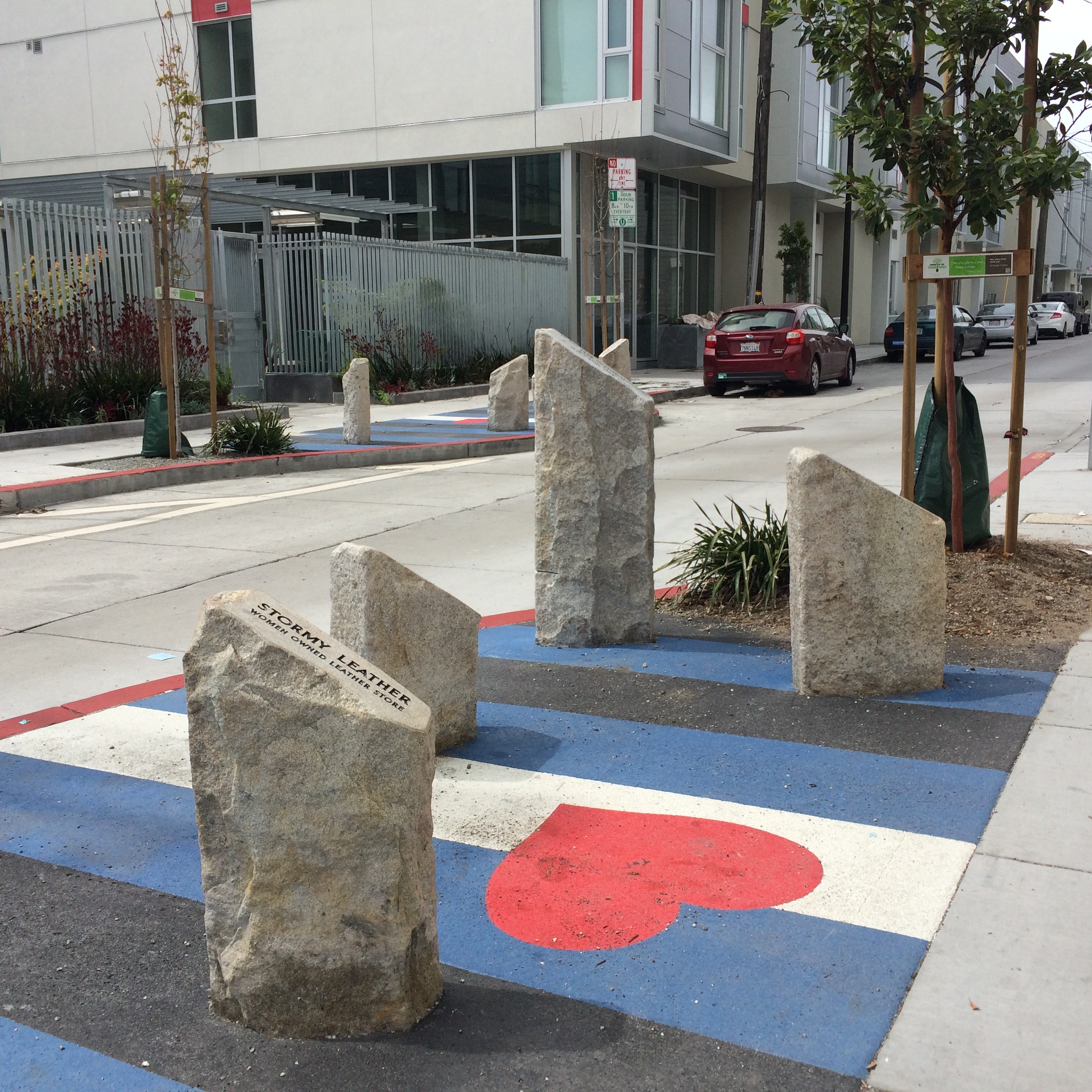
Parte de la obra, incluyendo un hito de piedra dedicado a Stormy Leather (tienda de cuero).

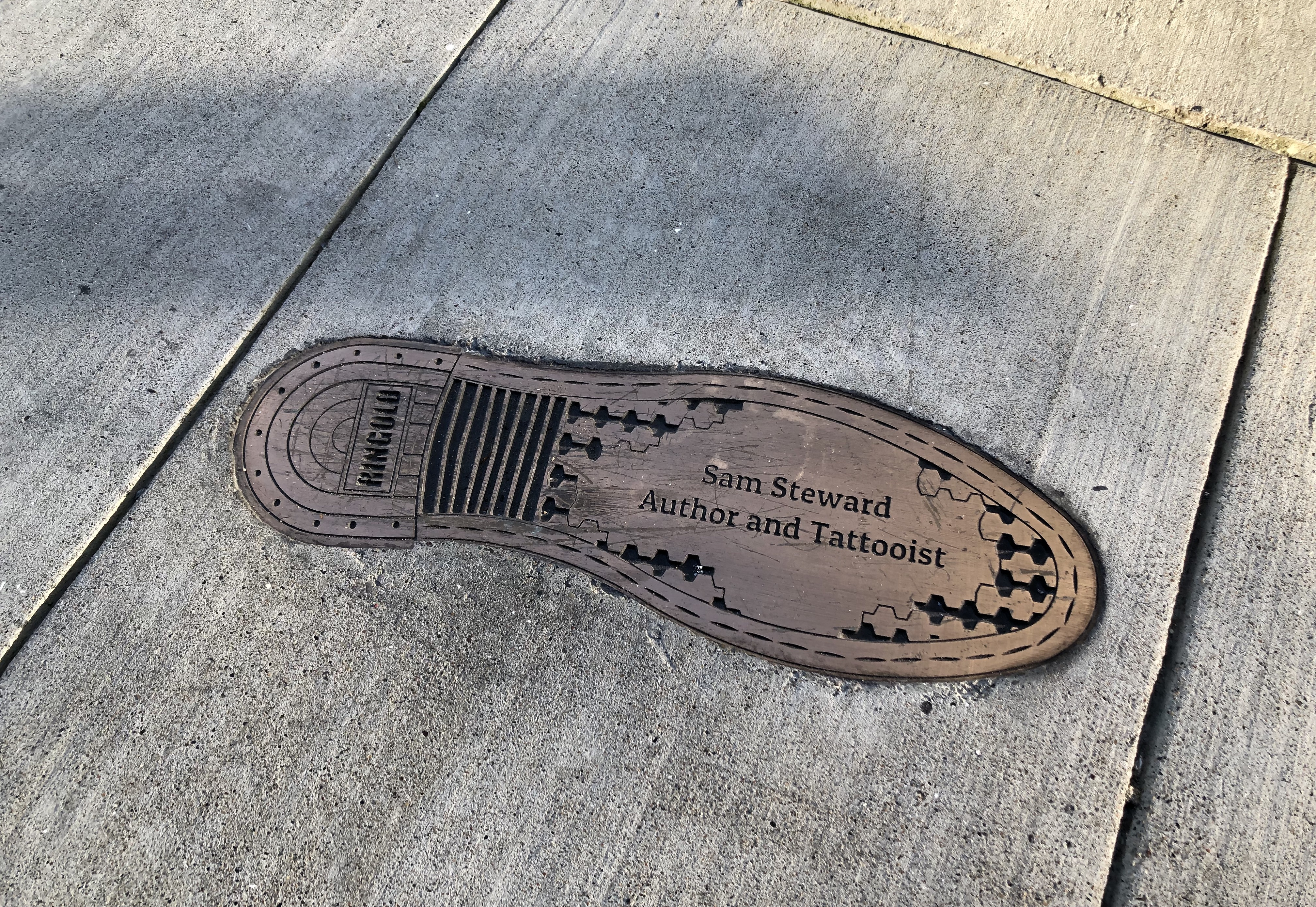
Huella de bota de bronce incrustada en la acera en Ringold Street.

El San Francisco South of Market Leather History Alley (en español: Callejón de la Historia Leather de South of Market de San Francisco) consta de cuatro obras de arte a lo largo del callejón Ringold Street, en 8th Street, en el distrito South of Market de San Francisco, California (Estados Unidos), que honra la cultura leather; fue inaugurado el 26 de julio de 2017.

## Obras de arte
Con el título colectivo de Leather Memoir, las obras de arte, creadas principalmente por el arquitecto paisajista Jeffrey Miller, son:
- Una piedra de granito negro grabada con una narración de Gayle Rubin, una imagen de la estatua "Leather David" de Mike Caffee y una reproducción del mural de Chuck Arnett de 1962 que estaba en The Tool Box (un bar leather gay).[4][5][6]

- Piedras verticales grabadas que honran a las instituciones comunitarias del cuero, incluida la Folsom Street Fair.

- Marcas en el pavimento de la bandera del orgullo leather a través de las cuales emergen las piedras.

- Huellas de botas de bronce a lo largo de la acera en honor a 28 personas que fueron una parte importante de las comunidades leather locales:[2]
  - Jim Kane (líder comunitario y ciclista)
  - Ron Johnson
  - Steve McEachern (propietario de Catacombs, un club de fisting para gays y lesbianas S/M que fue el club de fisting más famoso del mundo)[7]
  - Cynthia Slater (fundadora de la Sociedad de Janus)
  - Tony Tavarossi (gerente del Why Not)
  - Chuck Arnett
  - Jack Haines (propietario de Fe-Be's y The Slot)
  - Alexis Muir (propietario de bares y baños en South of Market, incluido The Stud)[8]
  - Sam Steward
  - Terry Thompson (gerente de SF Eagle)
  - Philip M. Turner (fundador de Daddy's Bar)
  - Hank Diethelm (dueño de The Brig)
  - Kerry Brown, Ken Ferguson y David Delay (copropietarios de Ambush)
  - Alan Selby (fundador de la tienda Mr. S Leather y conocido como el "Alcalde de Folsom Street")
  - Peter Hartman (propietario de la galería de arte y teatro 544 Natoma)
  - Robert Opel
  - Tony DeBlase (creador de la bandera del orgullo leather)
  - Marcus Hernandez (columnista de Bay Area Reporter especializado en leather)
  - John Embry (fundador y editor de la revista Drummer)
  - Geoff Mains (autor de Urban Aboriginals)
  - Mark Thompson (autor y cofundador de Black Leather Wings)
  - Thom Gunn
  - Paul Mariah (poeta, impresor y activista)
  - Robert Davolt (autor y organizador del contingente leather en la Marcha del Orgullo de San Francisco y editor de Bound & Gagged)[9][10]
  - Jim Meko (impresor y activista de South of Market)
  - Alexis Sorel (cofundador de The 15 y miembro de Black Leather Wings)
  - Bert Herman (autor y editor, líder de la comunidad de handball)
  - T. Michael "Lurch" Sutton (motociclista y cofundador de Bears of SF)